# Andamarca (Oruro)
Andamarca (auch: Santiago de Andamarca) ist eine Ortschaft im Departamento Oruro im Hochland des südamerikanischen Andenstaates Bolivien. Die Gründung von Andamarca geht zurück auf das Jahr 1723.

## Lage im Nahraum
Andamarca ist Verwaltungssitz der Provinz Sud Carangas und zentraler Ort des Municipio Andamarca und liegt 120 km südwestlich der Großstadt Oruro. Sie liegt auf einer Höhe von 3748 m über dem Meeresspiegel am Ostrand der südlichen Ausläufer der Serranía de Huayllamarca, eines etwa 100 km langen Höhenrückens, der sich auf dem Altiplano in nordwestlich-südöstlicher Richtung erstreckt. Das Städtchen liegt an der Ruta de los Tres Siglos von Oruro nach Santuario de Quillacas, 10 km westlich des Poopó-Sees und 15 km südöstlich der Laguna Jayu Kkota.

## Geographie
Andamarca liegt westlich des Poopó-Sees am Ostrand des Altiplano vor der Cordillera Azanaques, die ein Teil der Gebirgskette der Cordillera Central ist. Das Klima ist ein typisches Tageszeitenklima, bei dem die täglichen Temperaturschwankungen stärker ausfallen als die Schwankungen zwischen den Jahreszeiten.
Die mittlere Durchschnittstemperatur der Region liegt bei knapp 9 °C (siehe Klimadiagramm Pampa Aullagas) und schwankt zwischen 4 °C im Juni und Juli und 11 °C in den Sommermonaten von November bis März. Der Jahresniederschlag beträgt weniger als 300 mm, bei einer ausgeprägten Trockenzeit von April bis November mit Monatsniederschlägen unter 15 mm, und einem Höchstwert von 75 mm im Januar.

## Verkehrsnetz
Andamarca liegt in einer Entfernung von 116 Straßenkilometern südwestlich von Oruro, der Hauptstadt des gleichnamigen Departamentos.
Von Oruro aus führt die unbefestigte Nationalstraße Ruta 12 in südwestlicher Richtung 62 Kilometer über Toledo bis Villa Copacabana. Von dort zweigt eine ebenfalls unbefestigte Landstraße nach Süden ab, die über Laca Laca Quita Quita nach Andamarca und weiter über Eduardo Avaroa nach Orinoca führt, dem Geburtsort des ersten indigenen Präsidenten Boliviens, Evo Morales.

## Bevölkerung
Die Einwohnerzahl der Ortschaft war in den vergangenen beiden Jahrzehnten deutlichen Schwankungen unterworfen:
| Jahr | Einwohner | Quelle       |
| ---- | --------- | ------------ |
| 1992 | 409       | Volkszählung |
| 2001 | 302       | Volkszählung |
| 2012 | 468       | Volkszählung |
| 2024 |           | Volkszählung |

Die Region weist einen gewissen Anteil an Aymara-Bevölkerung auf, im Municipio Andamarca sprechen 88,5 Prozent der Bevölkerung Aymara.